# ورموویر
ورموویر (به هلندی: Wormerveer) یک منطقهٔ مسکونی در هلند است که در زان‌استاد واقع شده‌است. ورموویر ۱۱٬۴۱۵ نفر جمعیت دارد.